# Stazione di Auletta
La stazione di Auletta è una stazione ferroviaria posta sulla linea Sicignano-Lagonegro. Serve il centro abitato di Auletta.